# Laurent Lafitte
Laurent Lafitte (Fresnes, 22 de agosto de 1973) é um ator e comediante francês. Ele é conhecido por ser o protagonista de O Professor Substituto (2018) e por estrelar ao lado de Omar Sy em Os Opostos Sempre Se Atraem (2022).

## Biografia
Filho de um distribuidor imobiliário, Laurent Lafitte cresceu no 16.º arrondissement de Paris, onde descobriu o teatro através das comédias televisivas. Ele se formou como ator na escola Cours Florent e no Conservatório Nacional Superior de Arte Dramática de Paris. Posteriormente, estudou dança e canto na Guilford School of Acting, na Grã-Bretanha.
Em 1993, ganhou notoriedade ao estrelar uma comédia francesa. Ao longo de sua carreira, Lafitte participou de 5 séries e 47 filmes, destacando-se no papel de Bernard Tapie na série As Mil Vidas de Bernard Tapie e como François Monge no longa Loin du périph.
Em 2016, foi escolhido para apresentar as cerimônias de abertura e encerramento do 69º Festival de Cinema de Cannes. Nesse mesmo ano, sua atuação como Patrick em Elle, de Paul Verhoeven, ao lado de Isabelle Huppert, lhe rendeu aclamação e uma indicação ao prêmio César de Melhor Ator Coadjuvante. Em 2017, foi novamente indicado ao César por seu papel no drama Au revoir là-haut, dirigido por Albert Dupontel.

## Prêmios e indicações
| Ano  | Prêmio                        | Categoria   | Trabalho                      | Resultado |
| 2024 | 52º International Emmy Awards | Melhor Ator | As Mil Vidas de Bernard Tapie | Indicado  |